# Cararach
Cararach és una masia de l'Esquirol (Osona) inclosa a l'Inventari del Patrimoni Arquitectònic de Catalunya.

## Descripció
Masia de planta quadrada coberta a quatre vessants. Consta de planta baixa i dos pisos. El portal d'entrada està situat a tramuntana i presenta un portal adovellat que forma arc rebaixat, els mateixos carreus emmarquen també la finestra del primer pis la qual presenta una inscripció. A migdia s'hi obren unes àmplies galeries d'arc de mig punt amb una grossa arcada a la part baixa que dona lloc a l'interior de la casa indret cobert amb volta de creueria construïda amb maó. La façana i els murs exteriors presenten restes d'estuc amb formes geomètriques i sanefes d'esgrafiats. És construïda amb pedra i tàpia. L'estat de conservació és dolent.

## Història
Casa de notables dimensions que es troba en un indret privilegiat del terme de Sant Martí Sescorts. No la trobem registrada en els fogatges del segle xvi, les notícies més antigues de la casa ens les dona la mateixa edificació en una llinda d'una finestra situada a la part de tramuntana que ens indica la dada de construcció 1775, aleshores n'era propietari Felip Cararach. Malgrat la bellesa i solidesa de l'edificació, el mas Cararach es troba en un lamentable estat de conservació, prop d'ella s'hi han construït modernes instal·lacions agropecuàries de l'empresa EXPLASA.